# Automeris egeus
Automeris egeus är en fjärilsart som beskrevs av Pieter Cramer 1776. Automeris egeus ingår i släktet Automeris och familjen påfågelsspinnare. Inga underarter finns listade i Catalogue of Life.

## Bildgalleri

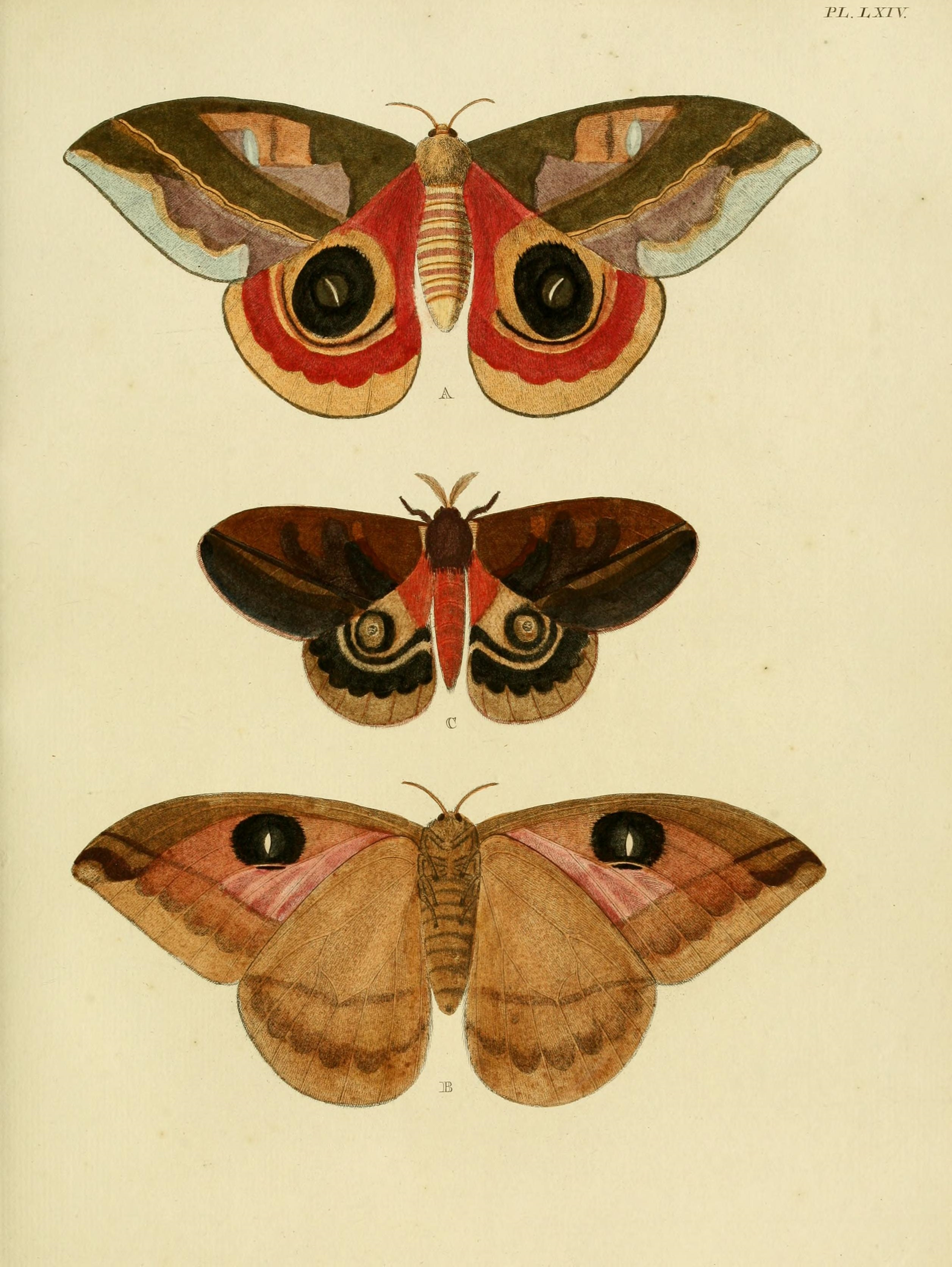